# Júlio Rocha
Júlio César Rocha da Costa Porto (ur. 22 października 1979 w São Paulo) – brazylijski aktor i model.

## Życiorys
Urodził się w São Paulo jako syn Anny Marii Rochy Porto i Eduardo Costa Porto. Swoją karierę aktorską rozpoczął w wieku czternastu lat. Studiował aktorstwo w Teatro Escola Célia Helena, a następnie w szkole teatralnej Faculdade de Teatro w Rio de Janeiro, Artes Cênicas na Universidade Anhembi- Morumbi (SP) i Escola Wolf Maya. Mieszkał na prawie roku w Nowym Jorku. Zagrał w sztuce szekspirowskiej.
Po udziale w telenowelach: Bang Bang (2006), Zwiedzanie w Jaca (Pé na Jaca, 2007) i Tropikalny raj (Paraíso Tropical, 2007). Za rolą kierowcy João Batistę w telenoweli Dwie twarze (Duas Caras, 2007/2008) był nominowany do nagrody Contigo 2008 w kategorii najbardziej obiecujący aktor.
Wziął udział w sesji zdjęciowej czasopisma „Lounge” i „Mensch” oraz kilku kampaniach reklamowych Nova Schin, Mitsubishi, Seda i Brahma.
Był towarzyszem Marílii „Gabi” Gabrieli, o 31 lat starszej brazylijskiej dziennikarki, z którą się rozstał Reynaldo Gianecchini. Ze związku z Karoline Kleine Buckstegge ma dwóch synów – José i Eduardo.

## Filmografia

### Telenowele
- 2011: Fina Estampa jako Enzo Pereira
- 2009: Caras & Bocas jako Edgar Pereira
- 2009: Geral.com jako Novo empresário da banda
- 2008: Guerra & Paz
- 2008: Prehistoria (Faça sua História) jako Jackson Maia
- 2008: Przypadki i zbieg okoliczności (Casos e Acasos) Uesley
- 2007: Dwie twarze (Duas Caras) jako JB (João Batista da Conceicao)
- 2007: Zwiedzanie w Jaca (Pé na Jaca) jako Léo (Leonardo)
- 2007: Tropikalny raj (Paraíso Tropical) jako Wagner
- 2005: Bang Bang jako Baby Face
- 2005: Belíssima jako Paulão
- 2004: Pamiętnikarz (A Diarista) jako Betão
- 2001: Port cudów (Porto dos Milagres) jako Luciano
- 1999: Louca Paixão jako Rodrigo